# Anna Cramling
Anna Cramling (*30. dubna 2002) je šachistka španělsko-švédského původu, která se rovněž věnuje streamování na platformách YouTube a Twitch. Nejvyššího FIDE ratingu 2175 dosáhla v březnu 2018. Rovněž je držitelkou titulu Women FIDE Master (WFM) a dvakrát reprezentovala Švédsko na Šachové olympiádě v letech 2016 a 2022.

## Dětství a začátek kariéry
Anna Cramling, celým jménem Anna Yolanda Cramling Bellón se narodila 30. dubna 2002 ve španělské Malaze do šachové rodiny. Oba její rodiče jsou držiteli titulu velmistr (GM), její matka je švédská šachistka Pia Cramling a otec španělský hráč Juan Manuel Bellón López. Pia Cramling byla v roce 1984 světovou jedničkou v šachu mezi ženami a v roce 1992 se stala teprve pátou ženou s titulem šachového velmistra. Juan Manuel Bellón López je pětinásobným mistrem Španělska.
Anna začala hrát šachy již ve třech letech. Cramling krátce na mezinárodních soutěžích reprezentovala Španělsko, když jí ale bylo jedenáct let, rodina se přestěhovala do Švédska. Od roku 2014 tak soutěží jako reprezentantka Švédska.